# جد فون (دوعن)
'

تعديل مصدري - تعديل

جد فون هي إحدى قرى عزلة صيف بمديرية دوعن التابعة لمحافظة حضرموت، بلغ تعداد سكانها 189 نسمة حسب تعداد اليمن لعام 2004.